# 新スタートレック

ワープ

『新スタートレック』（しんスタートレック、Star Trek: The Next Generation、略称:TNG）は、アメリカのSFメディア・フランチャイズ『スタートレック』の2作目のテレビドラマシリーズである。
1987年から1994年にかけてシンジケーション放送された。7シーズン全178話。

## 概要
シリーズ第1作『宇宙大作戦』は3シーズン（1966年 - 1969年）限りで打ち切られたが、再放送で人気を得たことにより、1970年代に続編として『スタートレック:フェイズII』の番組企画が持ち上がる。しかし、そのアイデアは劇場版第1作『スター・トレック』に発展し、そこから続編は劇場映画シリーズとして製作されていた。
1979年から1986年にかけて4本の映画が劇場公開された後、1987年にテレビドラマ第2作として『新スタートレック』の放送が開始。『新スタートレック』は『宇宙大作戦』の続編ではあるが、時代を約80年後に設定し、登場人物も総入れ替えした5代目のU.S.S.エンタープライズ（NCC-1701-D）が活動する時代の物語である。なお、『新スタートレック』の放送期間中にも『宇宙大作戦』キャストによる映画が2本公開され、特に第6作の『スタートレックVI 未知の世界』は、『新スタートレック』のバックストーリーとして惑星連邦とクリンゴン帝国の歩み寄りを描き、『新スタートレック』の主要キャラクターの一人であるウォーフの祖父も登場する。
当初、『新スタートレック』は視聴率が振るわずに打ち切りの話なども浮かんでいたが、シーズン中盤から人気が上昇した。『新スタートレック』はテレビ作品としては7シーズン全178話が制作された。その後、同じメインキャストによる劇場版が4本製作された。『宇宙大作戦』と『新スタートレック』のキャストが共演する劇場版第7作『スタートレック:ジェネレーションズ』が公開されたのは、『新スタートレック』終了の約半年後である。
『新スタートレック』の第6シーズン途中からは、スピンオフ番組『スタートレック:ディープ・スペース・ナイン』が並行放送され、『新スタートレック』の終了後には新シリーズの『スタートレック:ヴォイジャー』のテレビ放送が始まり、先に始まっていた 『スタートレック:ディープ・スペース・ナイン』と並行して放送された。なお、『新スタートレック』は『宇宙大作戦』の放送終了から18年のスパンを経て開始したが、以降『スタートレック:エンタープライズ』終了の2005年まで、『スタートレック』のテレビシリーズは19年間継続的に放送されている。
ちなみに、主要キャスト中でもパトリック・スチュワートは5本、ジョナサン・フレイクスは8本、レヴァー・バートンは2本、ゲイツ・マクファーデンは1本のエピソードで監督も兼任しており、フレイクスとバートンはその後のシリーズ作品でも監督を務めている。
当作品は米国において多くの賞を受賞しており、詳細は新スタートレックの受賞及びノミネート一覧を参照。21世紀になり、米国においてはTOSに負けず劣らずのカルト作品として当作品も認識されるようになっている。2025年現在でも当作品への評価は極めて高い。

## 特徴
女性の社会進出が広がったことを受け、前作に比べて女性士官の活躍が大幅に増えているのも特徴の1つである。例えば、ビバリー・クラッシャーは医療部門の責任者であり、上級士官の不在時には艦橋で指揮を執ることもある。これ以外にも女性の艦長・提督もゲストとして頻繁に登場するようになり、後続番組の 『スタートレック:ヴォイジャー』ではキャスリン・ジェインウェイ艦長が主役を務めるまでに発展する。
『宇宙大作戦』では敵役としてクリンゴン人が人気を得たが、『新スタートレック』でも強敵ボーグの登場がシリーズの人気獲得に大きく貢献した。また、SF的なアイデアを盛り込んだ小道具としてはホロデッキの登場が作品世界を拡げた。ホロデッキ内の仮想世界という設定で、宇宙艦内では存在し得ない情景や人物も時間・空間を問わずストーリーに無理なく組み込むことができ、演出面の制約はほぼなくなっている。

## ストーリー
ジェームズ・T・カークがU.S.S.エンタープライズを率いて5年間にわたる歴史的な調査飛行を終えてから約80年後の24世紀、その艦名を受け継ぐ惑星連邦宇宙艦U.S.S.エンタープライズ NCC-1701-Dは、ジャン＝リュック・ピカード艦長指揮の下、時に人類未踏の星域への探索に、時に惑星連邦周辺諸国との交渉にと銀河を飛び回る。冗談と女好きなウィリアム・T・ライカー副長、人間になることを望み、学ぶアンドロイドのデータ、惑星連邦とクリンゴン帝国との間で苦悩するクリンゴン人士官ウォーフなど個性豊かなキャラクターたちが活躍する。

## 放映
1987年9月28日 - 1994年5月23日放映（本国での放映日）。7シーズン全178話。初回、最終回をはじめ、前後編に分かれる大作エピソードもいくつかある（本国での放映では時間枠自体が通常の2倍ある場合や、シーズン最終話と次シーズンの1話目にまたがる場合（クリフハンガー方式）が多かった）。
日本での放映は、米国での放送が始まるとほぼ同時に関西テレビが米国側と契約を結び幹事局となり、地方局やフジテレビに配給した。1980年代の関西テレビは米国ドラマの配給元となったケースが多い。このため関西地域だけは1988年に放送開始以後、一度も途切れることなく全話放送が実施された。関西テレビでは新スタートレック開始前に宇宙大作戦も全話再放送しており、新スタートレック終了後もDS9、VOY、ENTが続き、10年以上掛けてスタートレックシリーズを放送し続けた。その関西テレビですら放送枠は深夜であり、配給先の地方局やフジテレビも深夜枠での放送が大半であった。地方局やフジテレビでは枠の穴埋め的に使用されたり、長期休止したり、継続放送されても頻繁に枠が移動し、関西地域以外では安定して視聴できる環境はなかなか整わなかった。
また、同時期にVHSビデオで「スター・トレック’88」としてCICから第1シーズン分が販売・レンタルされた。こちらは字幕スーパー版で、各邦題も関西テレビ版とは異なる。地上波がネットされなかった地域ではこちらの方がよく知られていた。90年代後半になって映画「スタートレック ジェネレーションズ」の影響で、「ジェネレーション」という邦題でCICからVHSビデオで全シーズン中、各1話ずつ選り抜きで10本程度、字幕スーパーで出ていた。
日本において、不安定だった視聴環境を一変させたのが、1997年にパーフェクTV（現在のスカパー!）で開局したスーパーチャンネル（現在のスーパードラマTV）であった。スーパーチャンネルはパーフェクTV参入以前より新スタートレックを放送してはいたが、参入以降はスタートレックシリーズを前面に押し出したプロモーションを行い、2006年頃まで新スタートレック全話を頻繁に放送した。スーパーチャンネルでの放送は基本的に関西テレビ版の再放送である。
2025年現在では、ネット配信が充実しており当作品はNetflixで全話視聴可能である。また、DS9、ヴォイジャー、エンタープライズも同サイトで視聴可能。
なお、日本語吹き替え版では「銀河系級（他のエピソードではギャラクシー級）の宇宙船」（第37話「埋もれた文明」）など、一部に訳語の不統一や誤訳が見られる。これは複数の翻訳家が台本を担当しているためだと思われる。
本編は35mmフィルムで撮影されていたが、特撮部分のデジタル合成のため放送用のマスターテープはビデオテープだった。そのためHDリマスターの際は撮影素材まで遡ってフルHDで再スキャンされ、特撮部分は合成のやり直しやCGでの再制作が行われている。

## 登場人物
※ 階級、職業は第1シーズン、または初登場時のもの。演の括弧内は日本語吹き替え。

### レギュラー
- ジャン＝リュック・ピカード
  - 演 - パトリック・スチュワート（麦人、吉水慶（52話まで担当））
  - 艦長（大佐）。地球人男性。

- ウィリアム・ライカー
  - 演 - ジョナサン・フレイクス（大塚明夫）
  - 副長（中佐）。地球人男性。

- データ
  - 演 - ブレント・スパイナー（大塚芳忠）
  - オペレーション担当、主任パイロット、第2副長
  - 夜間セクション担当（少佐）。アンドロイド。

- ビバリー・クラッシャー
  - 演 - ゲイツ・マクファーデン（一城みゆ希）
  - 医療部長（中佐）。地球人女性。第2シーズンには未登場。

- ジョーディ・ラ＝フォージ
  - 演 - レヴァー・バートン（星野充昭）
  - 操舵士（中尉）、機関部長（大尉、少佐）。地球人男性。

- ウォーフ
  - 演 - マイケル・ドーン（銀河万丈）
  - 保安部員（中尉）大尉に昇進。クリンゴン人男性。

- ディアナ・トロイ
  - 演 - マリーナ・サーティス（高島雅羅）
  - カウンセラー（少佐）。後に中佐に昇進。ベタゾイドと地球人のハーフ、女性。

- ナターシャ・ヤー
  - 演 - デニーズ・クロスビー（沢海陽子）
  - 保安部長（大尉）。地球人女性。第1シーズンのみレギュラー出演。

- ウェスリー・クラッシャー
  - 演 - ウィル・ウィトン（石田彰）
  - ビバリーの息子（代理少尉）。地球人男性。第4シーズン初期までレギュラー出演。以後ゲスト出演。

### セミレギュラー
- マイルズ・オブライエン
  - 演 - コルム・ミーニイ（辻親八）
  - 転送主任（准尉）。地球人男性。

- ガイナン
  - 演 - ウーピー・ゴールドバーグ（東美江）
  - バーテンダー。エル・オーリアン女性。

- ロー・ラレン
  - 演 - ミシェル・フォーブス（藤木聖子）
  - 操舵士（少尉）。ベイジョー人女性。

- Q
  - 演 - ジョン・デ・ランシー（羽佐間道夫）
  - 高次元生命体（Q連続体）。見た目は男性。

- キャサリン・ポラスキー
  - 演 - ダイアナ・マルドア（谷育子）
  - 医療部長（中佐）。地球人女性。第2シーズンのみ登場。

- レジナルド・バークレー
  - 演 - ドワイト・シュルツ（田中秀幸）
  - 機関部員（中尉）。地球人男性。

- ラクサナ・トロイ
  - 演 - メイジェル・バレット（此島愛子）
  - ベタゾイドの大使で、ディアナ・トロイの母親。

- バッシュ
  - 演 -ジェニファー・ヘトリック（小山茉美）
  - 考古学者。地球人女性。

- アリサ・オガワ
  - 演 - パティ・ヤスタケ（岡部美和、氷上恭子、栗山微笑子ほか）
  - 医療部員（少尉）。地球人女性。

- ゲイツ少尉
  - 演 - ジョイス・ロビンソン
  - フライトコントロール士官の黒人女性少尉。
  - キャスティングディレクターでありエキストラ出演の為ほとんどセリフが無い。結婚後ジョイス・アグ（Joyce Agu）として米国人気レース番組（The Amazing Race 7）で優勝してしまい、1億円を超える賞金を得てそちらで有名になった。

- ローア
  - 演 - ブレント・スパイナー（牛山茂）
  - データの同型のアンドロイドで、兄に当たる存在。
  - 作中で何度も悪役として再登場する数少ない人物。

## スタッフ
- 企画：ジーン・ロッデンベリー
- 製作総指揮：ジーン・ロッデンベリー / リック・バーマン
- 主題曲：ジェリー・ゴールドスミス
- 日本語版翻訳：小川裕子、荒木小織、野口尊子、杉田朋子、増田尚子、杉田郁子、小寺陽子、岸田恵子、佐藤恵子、平田勝茂、木原たけし、岩佐幸子

## 映画
『新スタートレック』シリーズとしての映画作品は、以下の4作。2009年公開の劇場版第11作『スター・トレック』は『新スタートレック』シリーズではない。
- 『スタートレック ジェネレーションズ』 (Star Trek: Generations)（1994年）
- 『スタートレック ファーストコンタクト』 (Star Trek: First Contact)（1996年）
- 『スタートレック 叛乱』 (Star Trek: Insurrection)（1998年）
- 『ネメシス/S.T.X』 (Star Trek: Nemesis)（2002年）

## スタートレック:ピカード
2020年配信開始のシリーズ『スタートレック:ピカード』は2399年以降の時代を舞台とし、宇宙艦隊を引退したピカードを主人公として、データやライカー、ディアナ・トロイらも登場する。ストーリーは、劇場版第10作『ネメシス/S.T.X.』で描かれたデータの死、劇場版第11作『スター・トレック』で描かれたロミュランの崩壊に大きく影響される。
米国での評価はシーズンによってばらつきはあるが、最終シーズンは高評価である。

## 小説
テレビシリーズや映画のノベライズ作品の他、独自ストーリーの作品も膨大な数が出版されている。初期の作品では『宇宙大作戦』シリーズに対し、『新・宇宙大作戦』シリーズとなっていた。ただしST7のようにどちらとも解釈できる場合は『宇宙大作戦』となっている。邦訳はハヤカワ文庫など。
原典の詳細は新スタートレックの小説を参照。これでも一部の紹介である。

## ゲーム
1995年に徳間書店（制作は、Spectrum HoloByte(英語)）からSFC用ソフトとして『新スタートレック〜大いなる遺産IFDの謎を追え〜』が発売されている。
米国では90年代を代表するほどの番組であったため、多くのゲームが存在する。詳細は新スタートレックのゲームを参照。